# Santuario de la Virgen de la Asunción del Viso
El Santuario de la Virgen  del Viso es la patrona del  concejo de Salas y un referente de los fervores marianos de, al menos, la zona central de Asturias. Frente al templo hay una gran explanada, rodeada de árboles y un enorme paredón junto a varios robles centenarios. También es una zona de atracción turística tanto para andarines como para  cicloturistas de montaña, ya que en  bicicleta de carretera no es posible el acceso al santuario. La ruta a recorrer, con inicio en la propia villa de Salas, tiene como designación «PR AS-131» con un recorrido de nueve km —ida y vuelta— y un ascenso de 435 metros. Para descanso, juego y diversión familiar hay el «área recreativa del Viso» cerca del santuario, muy bien dotada y mantenida. En el Libro de la Cofradía de Nuestra Señora del Viso de 1707 se hace referencia a otro anterior, de 1604, en el que cita que la devoción y el culto en este santuario se remonta a «tiempos inmemoriales».

## Emplazamiento
El santuario está situado en la cima del «monte Viso», en el concejo de Salas y a unos cincuenta km de Oviedo por la carretera N-634, también llamada en Asturias «Carretera de Galicia», y a unos cinco km de Salas. La cima del monte Viso tiene una altitud de 683 m s. n. m. y desde él se divisa, al sur, una buena parte de la Cordillera Cantábrica dominando el valle del rio Nonaya y al norte el mar Cantábrico. Puede que de esta privilegiada situación visual le venga el nombre al monte, ya que la palabra «viso» significa «altura o eminencia, sitio o lugar alto, desde donde se ve y descubre mucho terreno» según el  Diccionario de la Real Academia Española.

## Historia
Como en muchos lugares de gran antigüedad, siempre hay una parte de leyenda referente a las raíces del lugar, y posteriormente empiezan a surgir documentos que concretan y referencian los hechos. Así ocurre también en el caso de este santuario. Además, la leyenda es muy similar a la de otros santuarios y ermitas. 

### Leyenda áurea
Cuenta la leyenda que la Virgen se apareció a un pastor y le expresó el deseo de que se le construyera un templo en su honor en el mismo lugar de la aparición. Como el lugar estaba bastante distante de la villa y a una altura considerable, los vecinos decidieron construirlo algo más abajo, en la zona llamada «La Folguerúa», por razones de mayor proximidad y comodidad. Una vez tomada la decisión, los materiales para la construcción que se reunían cada día en el lugar elegido aparecían al día siguiente junto a la peña donde se apareció la Virgen.

### Historia real
El primer «Libro de la Cofradía» que data de 1604 y el posterior, de 1709, dan noticias del culto que «desde tiempos inmemoriales» se daba a la Virgen del Viso. El edificio que existía a finales del siglo XVI era poco sólido y como tenía la vertiente a un solo agua, dificultaba su mantenimiento de forma decorosa. Debido a ello el edificio amenazaba ruina por lo que en 1614 se reedificó totalmente. Las obras consistieron en arrimar el techo a la peña haciendo en ella una excavación a modo de portal para que así estuviese protegida de los vientos y lluvias del norte. En la parte delantera se hizo una explanada de entrada, para lo que hubo de hacerse también un muro de contención, ya que el terreno estaba inclinado. En 1620 se construyó la «Casa de Novenas» dotándola dos años más tarde de cocina.
En 1627 se hizo una gran ampliación de la explanada delantera, para lo que fue necesario construir otro gran muro de contención que cubrió al anterior. La explanada quedó, aproximadamente, tal y como se puede ver en la actualidad. El «Libro de la Cofradía» comenta la ejecución de estos trabajos de la siguiente forma: «...los vecinos de la feligresía de San Martín de Sales han allegado toda la piedra a cuestas así para el paredón como para llenar el hueco entre el paredón y este y todos los que iban a trabajar llevaban la comida de sus propias casas sin cobrar jornal alguno». En el año 1707 se volvió a rellenar la explanada con tierra y se plantaron varios robles «para más amenidad del santuario», alguno de los cuales aún se conservan a principios del siglo XXI. Al hacer las excavaciones de estos trabajos se descubrieron restos de telas y otros enseres lo cual parece confirmar la existencia en tiempos anteriores de algún ermitaño en ese lugar máxime teniendo en cuenta que hay en las proximidades una fuente llamada «del ermitaño» desde tiempo inmemorial pues ya hace referencia a ella el «Libro de la Cofradía» del año 1604
En 1708 el santuario volvió a ser reconstruido, ya que estaba muy deteriorado debido a la humedad que penetraba por la roca y también por el tejado porque estaba casi adosado a las rocas. Según el «Libro de la Cofradía», «... en el verano de 1708 se hizo de nuevo todo el cuerpo de la ermita, así de cantería como de carpintería, hízose el altar del Santo Cristo, hízose la tribuna con sus asientos, fabricose de nuevo el portal que está delante de la ermita. La madera para la obra fue todo de limosna» y muchos devotos ayudaban a trabajar, especialmente de las  parroquias de Salas y Ardesaldo. A la vez que estas obras, se iniciaron las de reparación de la «Casa de las Novenas». Para el transporte de los materiales necesarios como arena, piedra, madera, agua, etc. también hace referencia a ello el «Libro de la Cofradía» que indica que acudían «...todos los que tenían bueyes de las feligresías comarcanas y todo fue de limosna...».

## Estructura y arquitectura
El templo, muy sencillo, pequeño pero de dimensiones muy bien proporcionadas sufrió una vez más, en 1945, un gran deterioro debido a un incendio, pero gracias a la devoción a la Virgen del Viso y las aportaciones de los habitantes del concejo de Salas y de sus emigrantes a otros lugares de España y América pudo reconstruirse nuevamente. Pero este edificio no fue el definitivo, sino que se edificó otro, obra de los arquitectos Somolinos de Oviedo, que se inauguró el uno de julio de 1954. Gracias a la reja existente en la puerta, los peregrinos pueden ver a la Virgen en cualquier momento sin necesidad de pedir las llaves del santuario.
De la imagen de la Virgen se tiene la siguiente cita del historiador Iglesias Rodríguez:

Parece ser que la primitiva imagen era de barro o piedra y de pequeño tamaño, por lo que más tarde fue sustituida por otra talla mayor de madera, habiendo sucedido a través de los tiempos y por diversas causas a cuatro imágenes por lo menos, incluida la actual. Una de ellas fue profanada durante la Guerra Civil de 1936 y la siguiente fue pasto de las llamas con motivo del incendio del santuario en 1945. La imagen actual es obra del prestigioso escultor don Manuel García Martínez, natural de Santa Eufemia, en este concejo.

El edificio interior, que contiene la parte más sagrada y reverencial, tiene una forma singular, ya que se ajusta a la geometría de la roca y su planta es hemioctogonal, siendo la parte más alta del santuario. El pórtico que lo rodea tiene forma hemidodecagonal en el que en cada lado hay un arco de medio punto, unos abiertos hasta el suelo para servir de accesos y otros, alternados, cerrados a media altura para hacer de ventana. El conjunto tiene una disposición ascensional desde el exterior al interior con una espadaña terminada con una cruz. El santuario tiene tres tramos de escaleras para acceder a una zona desde donde se puede contemplar a la Virgen desde varios ángulos. El planteamiento arquitectónico se inspira en las iglesias que tienen gran cantidad de reliquias y permite que numerosos fieles puedan visitarlas y venerarlas como ocurre en los templos del románico tardío. La centralidad que tiene hacia lo más sagrado no es absoluta, ya que se trata de medio dodecágono, pues el templo se amolda a la forma de la roca que circunda la otra mitad.
En el interior se encuentra la imagen de la Nuestra Señora del Viso en un retablo moderno con abundante simbología rupestre. Además están mencionadas todos las parroquias del concejo de Salas, ya que la Virgen es patrona del concejo.

## Favores y milagros
Son muchos los favores concedidos por la intercesión de la Virgen del Viso, de entre los cuales destacan los siguientes:
- En el año 1706 hubo una gran sequía que duraba ya varios meses y ante tal situación se bajó en procesión, haciendo rogativas, la imagen de la Virgen del Viso desde su santuario hasta la Colegiata de Salas y antes de que la procesión llegase a esta, empezó a llover asegurándose así las cosechas de la vecindad.[11]
- En el año 1707 el coronel Francisco de Malleza Prado se encomendó a la Virgen del Viso durante una batalla para la conquista de la ciudad de Tortosa en la Guerra de Sucesión Española y salió salvo mientras morían todos los soldados y jefes que le acompañaban.[12]
- En el primer cuarto del siglo XX cuentan los familiares de un hombre de Salas, conocido como José «El Mochilas», que durante la travesía en barco que este efectuaba desde La Habana a España se desató una tormenta tal que nadie pensaba salir vivo de aquella situación. Entonces José «El Mochilas» se arrodilló y se encomendó a la Virgen del Viso prometiéndole que cuando llegase a Salas subiría a visitarla al santuario antes de ir a ver a su madre. El temporal se calmó, José «El Mochilas» llegó a Salas a las dos de la madrugada y se dirigió al santuario tal y como había prometido para agradecer a la Virgen el que lo hubiera salvado.[13]

## Fiestas, devociones y tradiciones
La fiesta principal es el 15 de agosto y el acto litúrgico más importante es la novena que empieza ocho días antes de la fiesta y termina el citado 15 de agosto. Hasta 1936 la novena se llevaba a cabo en el Santuario y a partir de entonces empezó a celebrarse en la iglesia parroquial de Salas, con lo que este aumentó de manera importante el número de asistentes al acto mariano. Una vez terminada la novena, la Virgen volvía a su santuario en medio de una gran procesión. Ese día tiene lugar la celebración de una Misa solemne y posterior procesión por la montaña.

### Patronazgo
Por Decreto de la Sagrada Congregación de Ritos de 1 de junio de 1965 y que se hizo pública solemnemente el siguiente 15 de agosto, la Virgen del Viso fue declarada patrona del concejo de Salas. En el escrito, la Santa Sede dice así en uno de los párrafos:

La Sagrada Congregación de Ritos, en virtud de las especiales facultades que le han sido concedidas,...en atención a lo expuesto y a los ruegos del Excelentísimo y Reverendísimo señor Arzobispo de Oviedo, ha concedido benignamente la gracia solicitada y constituido,declarado y confirmado a la Bienaventurada Virgen María en su advocación de Nuestra Señora del Viso Patrona Principal ante Dios de todo el municipio, con todos los derechos y privilegios que la rúbricas señalan a los patronos principales del lugar.

### Cofradía
No se conoce con exactitud la fecha en que se instituyó la «Cofradía de Nuestra Señora del Viso». Sin embargo, es posible situarla con cierta proximidad, ya que el papa Clemente VIII otorgó una Bula pontificia el 12 de enero de 1604, petición hecha por Fernando de Arango, colegial de Salamanca y natural de San Martín. Esto hace suponer con bastante verosimilitud que la Cofradía ya existía en épocas anteriores, si bien no estaba instituida canónicamente. Mediante este documento, que se guarda en el arca de la Cofradía, se concedía indulgencia plenaria a los cofrades en las fiestas más importantes de la Santísima Virgen sujeta a ciertas condiciones como la de visitar el santuario o poseer la Bula de la Santa Cruzada. El papa Pio IX renovó y amplió estas gracias en 1877 mediante otra Bula y que se extendía a personas no cofrades, devotas de la Virgen del Viso. También el obispo de Oviedo don Gregorio C. de la Fuente concedió el 10 de agosto de 1604 cuarenta días de indulgencia a los que rezasen devotamente una Salve a la Virgen del Viso.